# Nicolás de Ovando

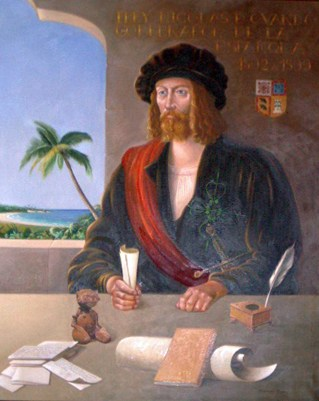
Anonymus: Porträt von Nicolás de Ovando

Nicolás de Ovando y Cáceres (* 1451 in Brozas, Cáceres, Spanien; † 29. Mai 1511 in Madrid) war ein spanischer Soldat und Ritter des Alcántaraordens. Von 1502 bis 1509 war er Gouverneur der Insel Hispaniola. Unter seiner Ägide begann die systematische Erschließung der spanischen Kolonien in Westindien. Er setzte das Encomienda-System durch, „befriedete“ die Insel, gründete dort zahlreiche Städte, führte den Sklavenhandel ein und verlieh der Landwirtschaft bedeutende Impulse.

## Leben

### Ritter des Alcántaraordens
Nicolás de Ovando entstammte einer wohlhabenden adeligen Familie und wuchs in einem streng religiösen Umfeld in der Region Cáceres auf. Im Kastilischen Erbfolgekrieg getreuer Gefolgsmann von Königin Isabella I., trat Ovando dem Alcántaraorden bei, einem Orden, der etwa so mächtig und einflussreich war wie seinerzeit der Templerorden. Hier nahm er viele wichtige Aufgaben wahr, sodass der Orden ihm im Jahre 1478 die Komturei Lares übertrug und damit eine seiner höchsten Auszeichnungen verlieh, den Titel eines Encomendor de Lares. Als im Jahre 1492 der Orden endgültig an die Krone überging und Ferdinand II. zum Großmeister auf Lebenszeit ernannt wurde, wurde Ovando u. a. mit der Reform des Ordens, später auch mit dem Wiederaufbau der Stadt Alcántara beauftragt, die im Kastilischen Erbfolgekrieg teilweise zerstört worden war.

### Aufbruch nach Amerika: Statthalter von Hispaniola
Aufgrund seiner engen Zusammenarbeit mit den Katholischen Königen wurde Nicolás de Ovando am 3. September 1501 zum Statthalter der spanischen Kolonien in Westindien ernannt (Gobernador de las Islas y Tierra Firme). Damit trat er die Nachfolge des Untersuchungsrichters Francisco de Bobadilla an, der seinerseits Christoph Kolumbus als Vizekönig abgesetzt, in Ketten gelegt und zurück nach Spanien beordert hatte.
Unter dem Kommando von Antonio de Torres, einem erfahrenen Kapitän, der schon Kolumbus auf dessen zweiter Reise begleitet hatte und von ihm zum Bürgermeister von La Isabela ernannt worden war, legte am 13. Februar 1502 von Sanlúcar de Barrameda die größte Flotte ab, die bis dahin in die Neue Welt in See gestochen war. Auf den rund dreißig Schiffen wurden ca. 2.500 Kolonisten transportiert, die handverlesen waren, um einen repräsentativen Querschnitt der spanischen Gesellschaft darzustellen. Unter ihnen befanden sich unter anderem auch der spätere Dominikaner und Chronist Bartolomé de las Casas, der Entdecker der Halbinsel Florida, Juan Ponce de León, und der spätere Eroberer Perus, Francisco Pizarro.

### Encomiendasystem und Zentralverwaltung
In den ersten Monaten gingen Hunderte der Siedler an den Strapazen, die das Leben in den Kolonien mit sich brachte – an den ungewohnten klimatischen Bedingungen, den unbekannten Krankheiten und nicht zuletzt dem allgemein vorherrschenden Mangelzustand – zugrunde. Die Indios, die noch unter dem Vizekönigtum von Kolumbus recht willkürlich zur Zwangsarbeit gepresst wurden, entzogen sich zunehmend, indem sie in die Berge flüchteten und sich dort versteckten. Um (unter anderem) diesen für sie misslichen Zustand zu ändern, wandten sich die Kolonisten an die Königin Isabella I. Diese unterzeichnete am 20. Dezember 1503 einen königlichen Erlass, der es den Kolonisten gestattete, eine bestimmte Anzahl der ihnen zugewiesenen Indios zu Arbeitsdienstleistungen – und wenn sie diese nicht leisten konnten, zu Tributleistungen – heranzuziehen. Im Gegenzug mussten sich die Siedler verpflichten, die Indios zu schützen und sie im christlichen Glauben zu unterweisen. Dieser Repartimiento (spanisch Aufteilung) genannte Erlass bildete den Ausgangspunkt für das Encomienda-System, dessen Durchsetzung von dem neuen Statthalter forciert wurde. Dieses sah auch vor, dass sich die Kolonisten der Zentralverwaltung durch die spanische Krone unterwarfen: Hatten diese bis dahin noch verstreut auf der gesamten Insel gelebt, wurden sie nun angehalten, sich in den ihnen zugeordneten Gebieten bzw. Ortschaften niederzulassen; wer sich weigerte, wurde umgehend ins spanische Mutterland zurückgeschickt. 
Die größtenteils zu diesem Zwecke neu gegründeten Siedlungen – wie etwa Santo Domingo (das nach der Zerstörung durch einen Hurrikan im Jahre 1502 von Ovando am westlichen Ufer des Flusses Ozama neu aufgebaut wurde) – wurden erstmals am Reißbrett entworfen und mit Zirkel und Lineal geplant, wie es die Städtebauer der Renaissance für die Idealstadt forderten. Rechtwinkelig angelegte Straßen und ein zentral gelegener Platz (Plaza de Armas oder Plaza Mayor) sind bis heute kennzeichnend für die Städte Lateinamerikas.

### Befriedung und Besiedelung von Hispaniola
Die Entstehung dieser neuen Siedlungen geht größtenteils auf die endgültige Befriedung der Insel zurück: Die Indios, den spanischen Neuankömmlingen anfänglich noch freundlich gesinnt, hatten sich nach den unzähligen Übergriffen und Misshandlungen durch letztere zusammengeschlossen, um entschiedenen Widerstand zu leisten. Der neue Statthalter ging mit großer Unnachgiebigkeit und Brutalität gegen die Aufständischen vor: Wie der Dominikaner Bartolomé de las Casas in seinem Kurz gefassten Bericht von den Verwüstungen der westindischen Länder schildert, ließ er bei einem Anlass, bei dem sich in der Region Higüey Indios gegen die spanischen Siedler erhoben hatten, 400 Soldaten vorrücken, die Aufständischen niedermetzeln und deren Siedlungen in Schutt und Asche legen. Bei anderer Gelegenheit wurden unbewaffnete Indios während eines Festes von berittenen Soldaten ohne Vorwarnung zusammengetrieben und bei lebendigem Leibe verbrannt. Die Kazikin Anacaona, die bei ihren Stammesgenossen in hohem Ansehen stand, wurde öffentlich gehängt, um sie durch einen derart schmählichen Tod dauerhaft zu entehren.
Eine Folge dieses brutalen Vorgehens war, dass sich auf Hispaniola nie wieder Indios gegen die spanischen Eroberer erhoben – allerdings auch keine spanischen Kolonisten gegen die spanische Zentralverwaltung oder deren Vertreter, wie dies noch unter der Herrschaft von Christoph Kolumbus geschehen war.
Zur endgültigen Befriedung der Regionen wurden zahlreiche neue Siedlungen gegründet: In der Region Higüey  die Städte Salvaleón und Santa Cruz de Aycayagua, in der im Südosten der Insel gelegenen Region Jaragua die Städte Santa María de la Vera Paz, Salvatierra de la Sabana, Santa María de la Yaguana, San Juan de la Maguana und Arzúa de Compostela, und im Norden der Insel die Ortschaften Puerto Real und Lares de Guahaba. Diese bildeten ihrerseits die Basis für weitere Expeditionen auf der Insel Hispaniola selbst sowie für die endgültige Eroberung und Kolonisierung von Nachbarinseln. Ein Ergebnis dieser Entdeckungs- und Erkundungsfahrten ist die erste vollständige Karte der Insel Hispaniola. Damit beendete Ovando ein Projekt, das bereits unter Kolumbus begonnen worden war.

### Wirtschaftliche Erschließung und Sklavenhandel
Das Repartimiento von Isabella I. erleichterte es Ovando, entscheidende Fortschritte bei der wirtschaftlichen Erschließung der neuen Kolonie zu erreichen: Er trieb den Bergbau – hier vor allem die Goldförderung – voran und gab der Landwirtschaft neue Impulse. So wurde das von den Kanarischen Inseln importierte Zuckerrohr als Kulturpflanze eingeführt und erste Plantagen entstanden. Auch europäische Nutztiere wie das Schwein, das Rind, das Pferd und der Esel treten erstmals in der Neuen Welt in Erscheinung.
Aufgrund des sich immer weiter zuspitzenden Arbeitskräftemangels – die indianischen Ureinwohner gingen massenhaft an den ihnen von den Europäern zugefügten körperlichen Misshandlungen sowie den eingeschleppten Infektionskrankheiten, vor allem den Pocken, zugrunde – gestattete Ovando zudem erstmals auch den systematischen Handel mit Sklaven. Dazu wurden Eroberungszüge auf die Nachbarinseln unternommen, die allein der Gefangennahme von Indios dienten, die dann als Sklaven weiterverkauft wurden. Erst später wurden zunehmend Sklaven aus Subsahara-Afrika über den Atlantik geschifft.

### Rivalität mit Kolumbus
Die Beziehung zwischen Nicolás de Ovando und Christoph Kolumbus war von tiefer Feindschaft geprägt: Als Kolumbus den neuen Statthalter kurz nach seiner Ankunft am 15. April 1502 in Santo Domingo vor einem heraufziehenden Hurrikan warnte, hörte dieser nicht auf den Rat des erfahrenen Seemanns, verwehrte dessen Schiffen den Schutz im sicheren Hafen und ließ eben die Flotte, mit der er gerade erst angelandet war und die bedeutende Schätze ins Mutterland zurücktransportieren sollte, auslaufen. Fast die gesamte Flotte sank. Unter den Opfern befanden sich auch Francisco de Bobadilla und Antonio de Torres. Ironischerweise überstand lediglich Kolumbus’ Schiff den Sturm. Als bei anderer Gelegenheit im Jahre 1503 Kolumbus während seiner vierten Reise vor Jamaika Schiffbruch erlitt und der Seemann Diego Méndez unter Einsatz seines Lebens in einem Kanu zur Insel Hispaniola ruderte, reagierte Ovando nicht auf das Hilfsersuchen seines Rivalen, sondern überließ die Gestrandeten ihrem Schicksal. Erst Monate später konnten die Schiffbrüchigen gerettet werden.

### Ende der Amtszeit von Ovando
1509 wurde Ovando von König Ferdinand nach Spanien zurückbeordert. Sein Nachfolger in der Neuen Welt wurde Diego Kolumbus, der Sohn von Christoph Kolumbus.
Abgesehen von der Kritik, die Bartolomé de las Casas an dessen Indianerpolitik übte, wurde die Amtszeit von Nicolás de Ovando von seinen Zeitgenossen doch insgesamt als positiv bewertet. Auf der Insel Hispaniola lebten schätzungsweise 3000 Kolonisten und es waren etwa 15 Ortschaften gegründet worden, die dauerhaften Bestand hatten. Erstmals war es gelungen, eine vollständige Karte der Insel zu erstellen. Zudem schrieb Ovando seine Memoiren, die allerdings nie veröffentlicht wurden.
Nicolás de Ovando starb am 29. Mai 1511. Er wurde im Convento de San Benito de Alcántara beigesetzt.